# Сейнински окръг
Сейнински окръг (на полски: Powiat sejneński; на литовски: Seinų pavietas) е окръг в Подляско войводство, Североизточна Полша. Заема площ от 855,17 km2.
Административен център е град Сейни.

## География
Окръгът се намира в историческата област Судовия. Разположен е на границата с Беларус и Литва, в североизточната част на войводството.

## Население
Населението на окръга възлиза на 21 039 души (2012 г.). Гъстотата е 25 души/km2.

## Административно деление
Административно окръгът е разделен на 5 общини.
Градска община:
- Сейни

Селски общини:
- Община Гиби
- Община Краснопол
- Община Пунск
- Община Сейни

## Фотогалерия
- Сейни
- Краснопол
- Пунск
- Гиби
- Община Гиби